# Federação Liberiana de Voleibol
A Federação Liberiana de Voleibol  (em inglêsːLiberia Volleyball Federation, LVF) é  uma organização fundada em 1987 que governa a pratica de voleibol em Libéria, sendo membro da Federação Internacional de Voleibol e da Confederação Africana de Voleibol, a entidade é responsável por  organizar  os campeonatos nacionais de  voleibol masculino e feminino no país.